# Parteipolitisch Unabhängige Gemeinschaft
Die Parteipolitisch Unabhängige Gemeinschaft Wolfsburg e. V. (kurz PUG) ist ein politischer Verein aus Wolfsburg, der seit 1984 besteht. Seit den niedersächsischen Kommunalwahlen 1986 ist er als Fraktion im Rat der Stadt Wolfsburg vertreten.

## Geschichte
Im Wolfsburger Ortsteil Fallersleben wurde der Bau eines Gefängnisses angestrebt, woraufhin acht Mitglieder der CDU austraten und am 7. November 1984 die PUG gründeten. 1986 erlangte die PUG drei Mandate im Rat, in den Wahlen 1991, 1996 und 2001 erreichte sie jeweils fünf Sitze. 2001 erhielt sie 10,9 % der Stimmen. Bei der Kommunalwahl 2006 erreichte sie 13,0 % und sechs Ratssitze, bei der Wahl 2011 11,9 % und fünf Sitze. Fallersleben und Sülfeld waren in den bisherigen Wahlen die Hochburgen der PUG. So erlangte sie bei den Wahlen zum Ortsrat Fallersleben-Sülfeld im Jahr 2011 mit neun der 17 Mandate die absolute Mehrheit der Mandate. Bei den Kommunalwahlen 2016 verbesserte sich die PUG auf 17,3 % und erreichte erstmals acht der 46 Ratssitze. Im Ortsrat Fallersleben-Sülfeld baute sie ihre absolute Mehrheit auf zehn Sitze aus.
Die langjährige Fraktionsvorsitzende Bärbel Weist war Bürgermeisterin von Wolfsburg und von 1979 bis 2021 Ortsbürgermeisterin der Ortschaft Fallersleben-Sülfeld. Sie gehört zu den Gründungsmitgliedern der PUG. Vorsitzender der PUG ist Andreas Klaffehn.